# ناثانيال واليش
ناثانيال واليش (1786-1854) (بالإنجليزية: Nathaniel Wallich)‏ هو عالم نبات دانماركي.

## معرض صور

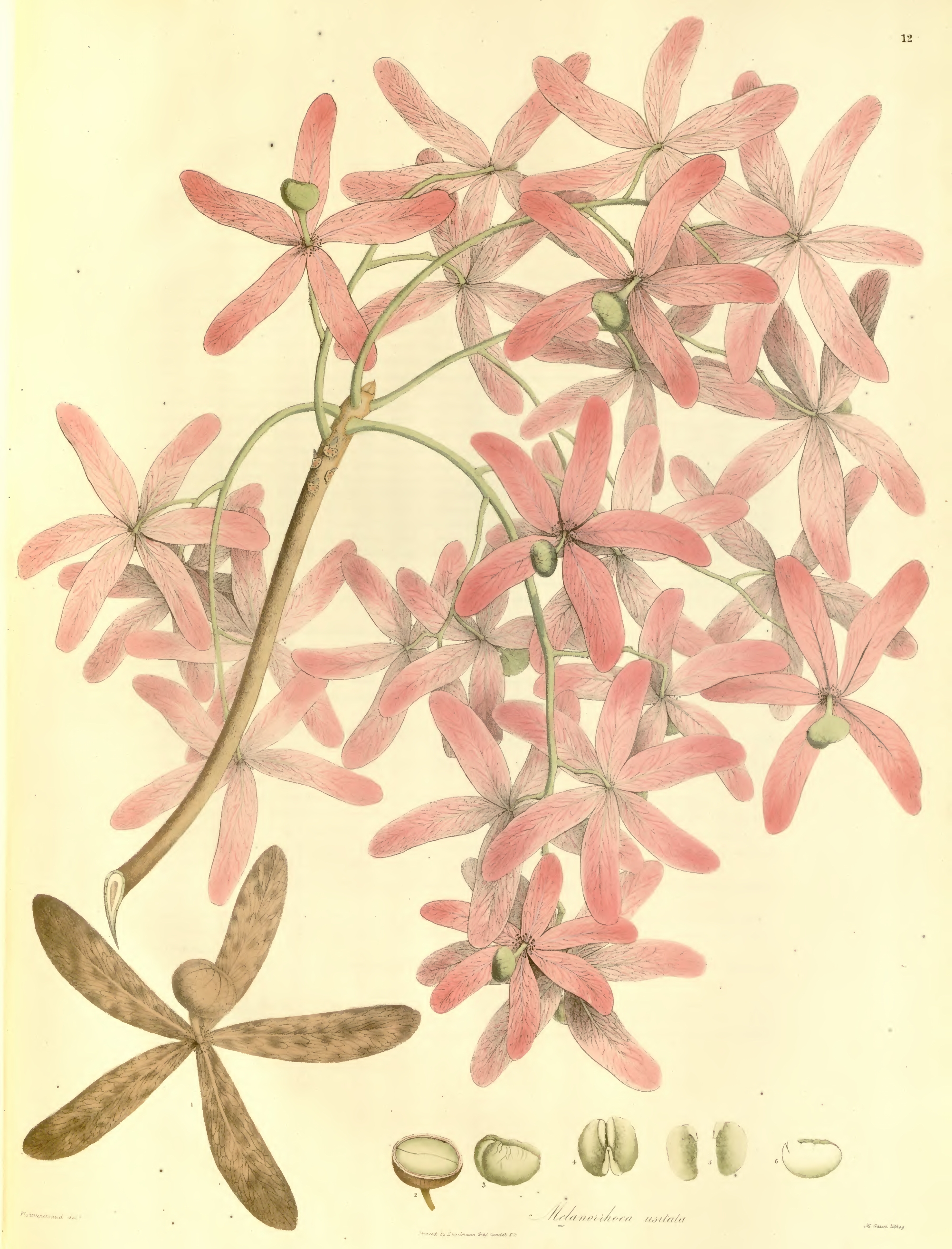
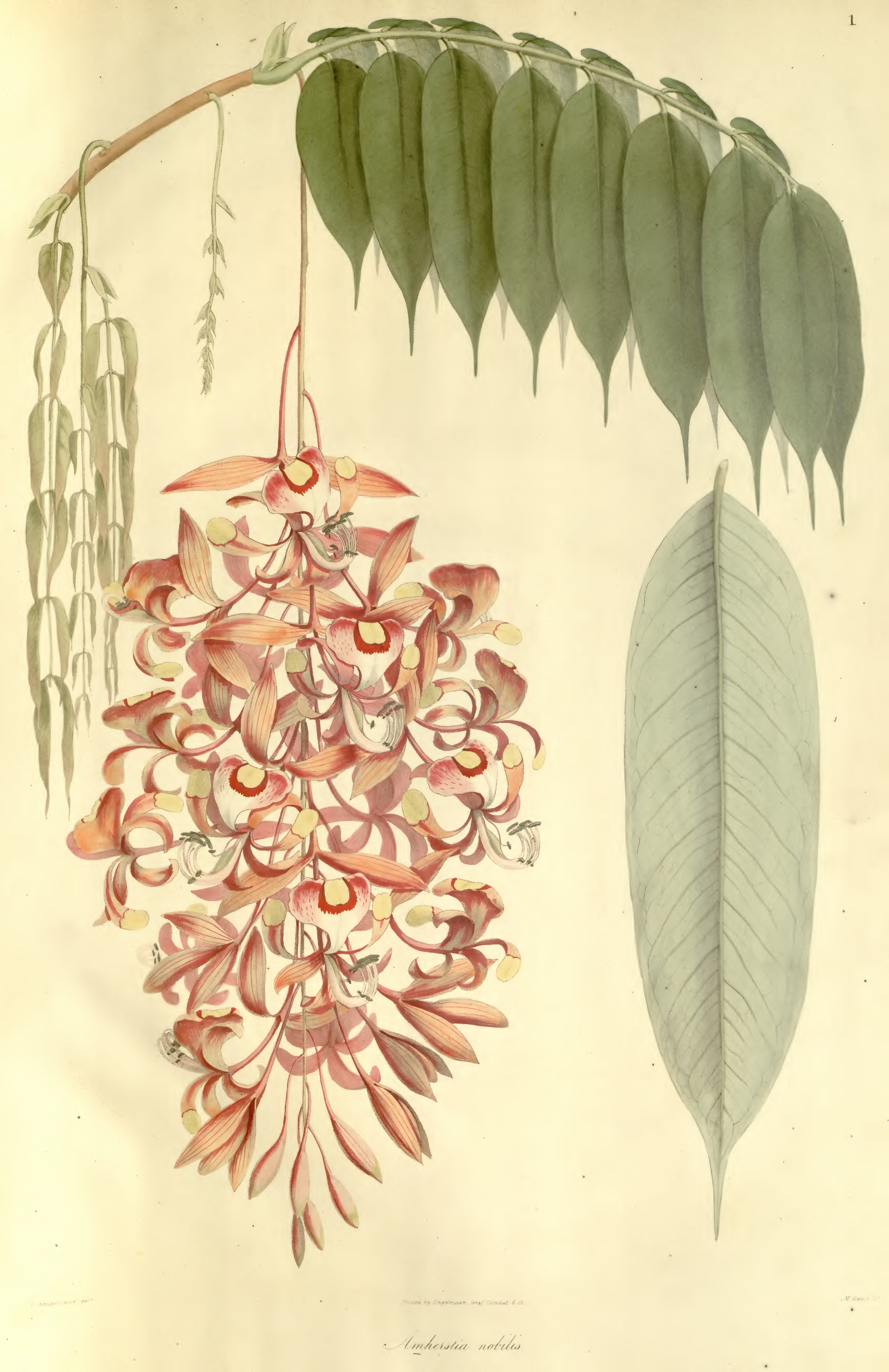
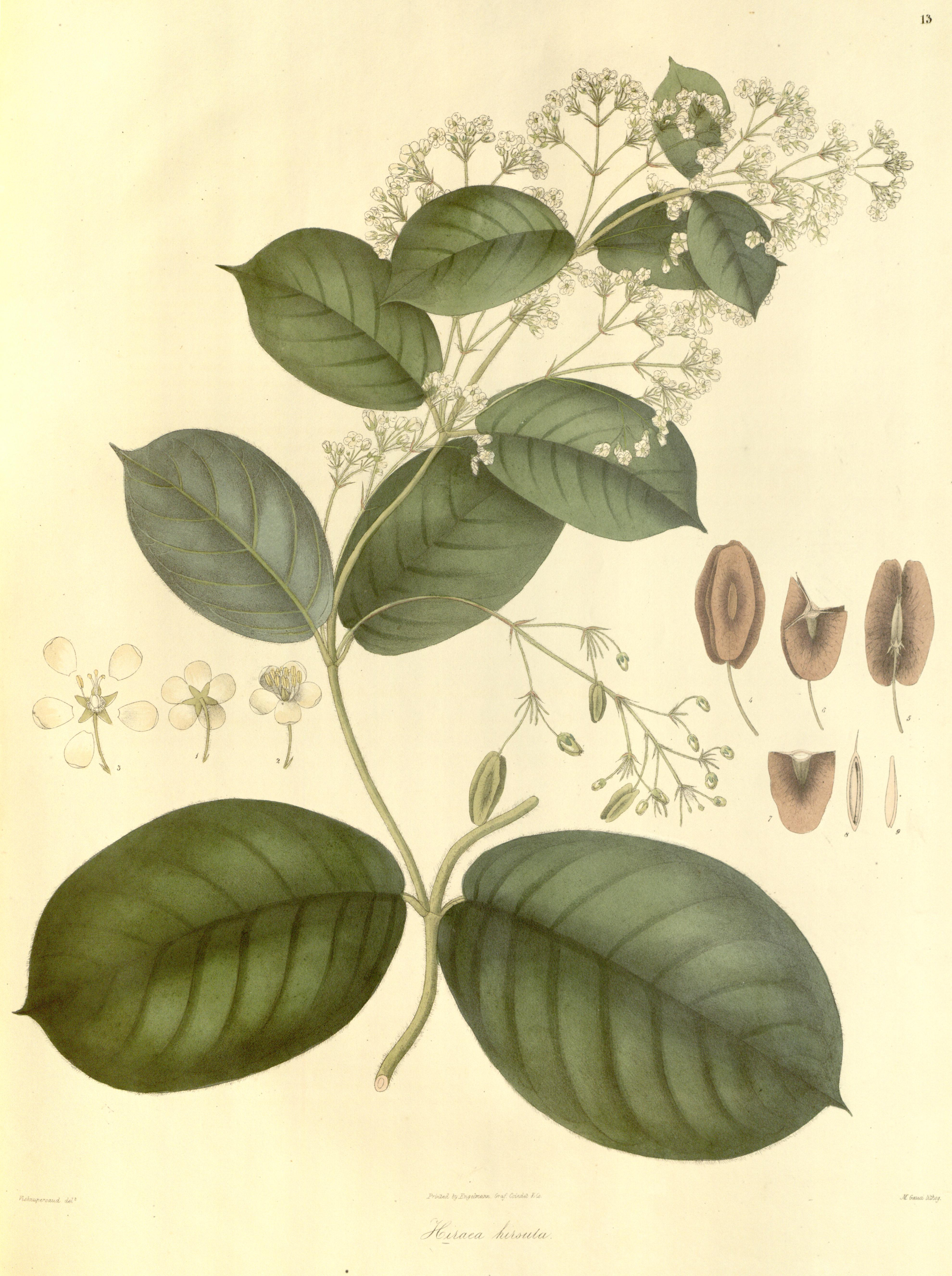
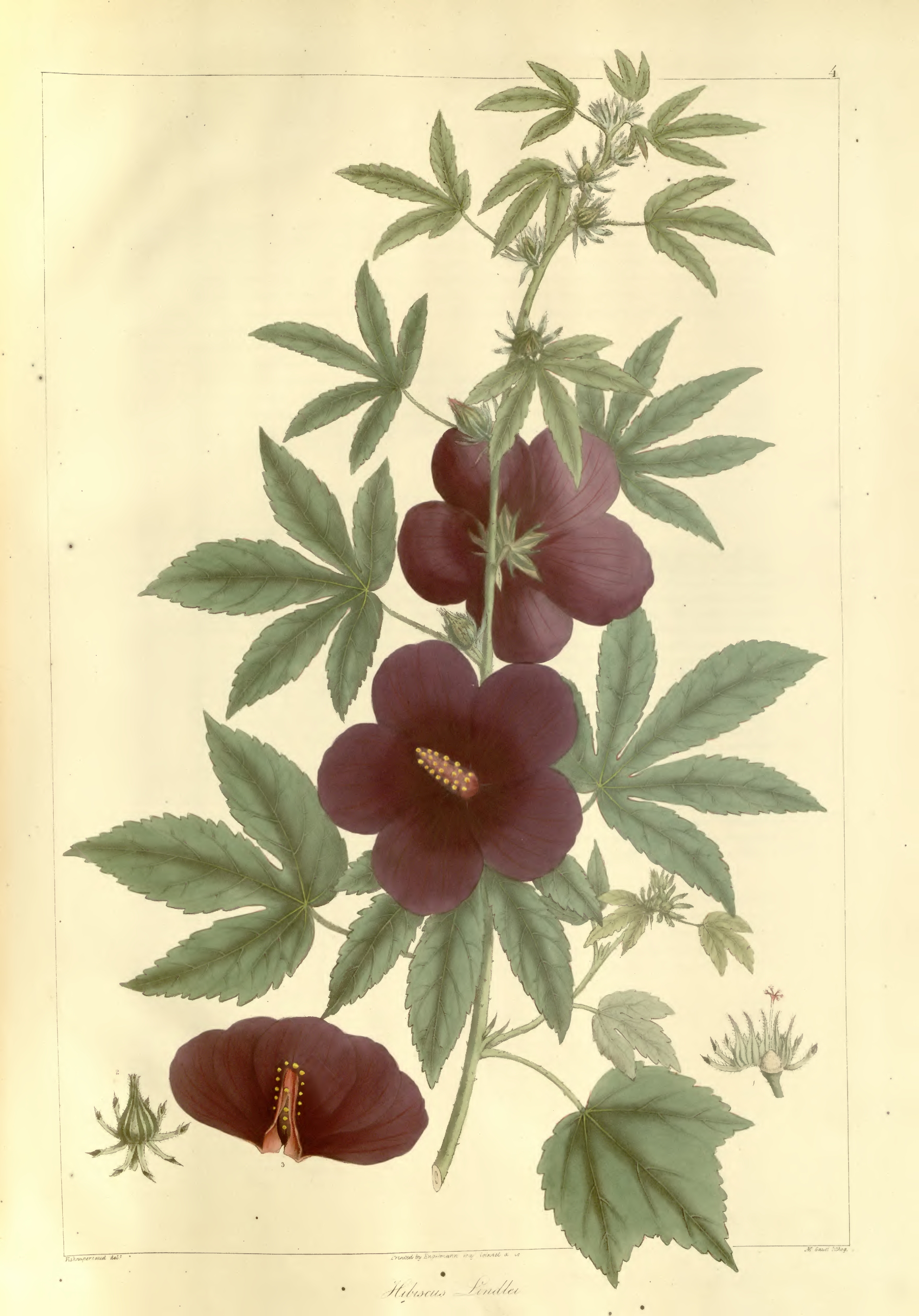
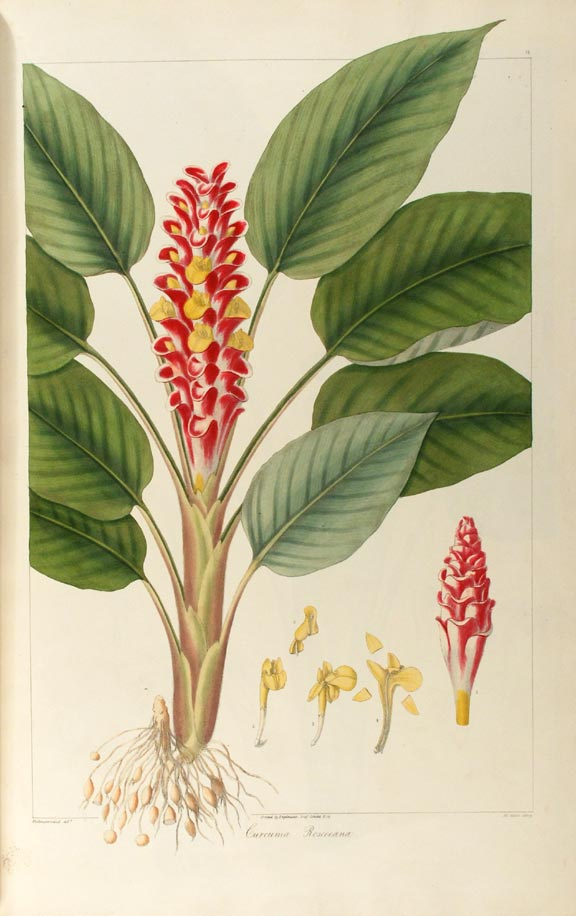